# Manuela Fuelle
Manuela Fuelle (* 22. März 1963 in Berlin) ist eine deutsche Schriftstellerin.

## Leben
Manuela Fuelle wurde 1963 in Ost-Berlin geboren. Nach verschiedenen Ausbildungen studierte sie Evangelische Theologie in Greifswald und Berlin. Von 2003 bis 2006 absolvierte sie zusätzlich ein Studium des Literarischen Schreibens am Studio Literatur und Theater der Universität Tübingen. In dieser Zeit erfolgten erste Veröffentlichungen in Anthologien und Literaturzeitschriften wie BELLA triste. 2011 erschien ihr Romandebüt „Fenster auf, Fenster zu“., 2016 folgte der Episodenroman „Luftbad Oberspree“.
Fuelle ist Mitglied im Literatur Forum Südwest und im Verband deutscher Schriftsteller. Sie engagiert sich in der Literaturvermittlung im Literaturbüro Freiburg. Im Rahmen ihrer Tätigkeit als Diakonin der evangelischen Kirche gründete sie 2022 die „Kulturkapelle“, eine Veranstaltungsreihe in der Matthias-Claudius-Kapelle in Freiburg Günterstal.
Fuelle lebt und arbeitet in Freiburg im Breisgau.

## Auszeichnungen
- 2005 Finalistin beim Prosanova Wettbewerb - Festival für Junge Literatur Hildesheim
- 2007 Alfred-Döblin-Stipendium der Akademie der Künste (Berlin)
- 2008 Stipendium des Förderkreises deutscher Schriftsteller in Baden-Württemberg e.V.
- 2012 Jahresstipendium für Schriftsteller des Ministeriums für Wissenschaft und Kunst des Landes Baden-Württemberg
- 2017 Thaddäus-Troll-Preis für Luftbad Oberspree

## Werke

### Einzelveröffentlichungen
- Fenster auf, Fenster zu Klöpfer & Meyer, Tübingen 2011, ISBN 978-3-86351-016-9
- Luftbad Oberspree Derk Janßen Verlag, Freiburg 2016, ISBN 978-3-938871-14-0
- Lexikon der Doppelwörter Derk Janßen Verlag, Freiburg 2020, ISBN 978-3-938871-18-8

### Veröffentlichungen in Anthologien und Zeitschriften (Auswahl)
- Zwei gegen zwei (Prosa) in: BELLA triste 12, 2004.
- modus operandi (Gedicht) in: Dichtungsring 40.
- Dostojewskis Helden im Ringen um Leib und Leben (Artikel). In: Martin Hähnel, Marcus Knaup (Hrsg.): Leib und Leben. Perspektiven für eine neue Kultur der Körperlichkeit. Wissenschaftliche Buchgesellschaft, Darmstadt 2013, ISBN 978-3-534-25933-5
- Verheißung (Prosa) in: Arnd Brummer (Hrsg.): Adieu. Abschied und Aufbruch. edition chrismon, 2014, ISBN 978-3-86921-211-1
- Die Kutschfahrt (Prosa) in: Arnd Brummer (Hrsg.): Freunde, Freundinnen, Freundschaft. edition chrismon, 2015, ISBN 978-3-86921-272-2
- Jona oder Übungen eines Lebenskünstlers in: Georg Magirius (Hrsg.): Stille erfahren. Impulse für Meditation und Gottesdienst, Verlag Herder, Freiburg im Breisgau, 2019, ISBN 978-3-451-34996-6.

### Herausgeberschaft
- Martin Oehring Der Weg nach Lobotschin Gedichte, Stifter Verlag, 2022, ISBN 978-3-910227-02-6.